# Himno de la República Socialista Soviética de Tayikistán
El Himno de la República Socialista Soviética de Tayikistán (tayiko: Гимни Республикаи Советии Сотсиалистии Тоҷикистон, transcripción: Gimni Respublikai Sovetii Sotsialistii Toçikiston) fue el himno de la RSS de Tayikistán, una de las repúblicas constituyentes de la Unión Soviética, y durante tres años después de su independencia.

## Historia
Fue adoptado de manera oficial el 15 de noviembre de 1946. La música fue compuesta por Suleiman Yudakov, y la letra fue escrita por el poeta iraní Abulqasim Lahuti en colaboración con Gabriel El-Reguistán, coautor lírico del himno de la Unión Soviética. En 1977, la letra de la composición fue cambiada para retirar referencias al líder Iósif Stalin como parte de la desestalinización impulsada por Nikita Jrushchov.
Cuando Tayikistán se independiza de la Unión Soviética el 9 de septiembre de 1991, continúa utilizando el himno sin modificaciones. En 1994 se presenta la nueva letra donde las referencias al comunismo y Rusia son eliminadas. El 7 de septiembre de 1994 es sustituido por Surudi Milli, con nueva letra escrita por el poeta tayiko Gulnazar Keldi.

## Letra

### Versión de 1977
| Alfabeto cirílico | Alfabeto árabe | Alfabeto latino | Transcripción AFI |
| Чу дасти Рус мадад намуд, бародарии халқи Совет устувор шуд, ситораи ҳаёти мо шарорабор шуд. Гузаштаҳои пурифтихори мо ба ҷилва омаданду дар диёри мо, диёри мо Мустақил давлати Тоҷикон барқарор шуд. Ба ҳоли таб даруни шаб Садои раъди даъвати Ленин фаро расид Зи барқи байрақаш сиёҳии ситам парид Саодати ҷовидон дар ин замин Зи партия ба мо расид, ба партия сад офарин Марду озода моро чунин ӯ бипарварид. Шиори мо диҳад садо: Баробарӣ, бародарӣ миёни халқи мо. Зи хонадони мо касе намешавад ҷудо, Ягонагиро ба худ сипар кунем Ба сӯи фатҳи Коммунизм сафар кунем, сафар кунем, Зинда бод мулки мо, халқи мо, Иттиҳоди мо. | ،چو دست روس مدد نمود ،برادرئ خلق سوویت استوار شد .ستارهٔ حیات ما شراره‌بار شد گذشته‌های پرافتخار ما به جلوه آمدند و در دیار ما، دیار ما .مستقل دولت تاجیکان برقرار شد به حال تب درون شب صدای رعد دعوت لنین فرا رسید ز برق بیرقش سیاهی ستم پرید سعادت جاودان در این زمین ز پارتیه به ما رسید، به پارتیه صد آفرین .مرد آزاده مارا چنین نو بپرورید شعار ما دهد صدا .برابری، برادری میان جلق ما ،ز خاندان ما كسی نمی‌شود جدا يگانگیرا به خود سپر كنیم ،به سوی فتح كمونیزم سفر كنیم، سفر كنیم .زنده باد ملك ما، خلق ما، اتحاد ما | Cu dasti Rus madad namud, ʙarodariji xalqi Sovet ustuvor şud, sitoraji hajoti mo şaroraʙor şud. Guzaştahoji puriftixori mo ʙa çilva omadandu dar dijori mo, dijori mo Mustaqil davlati Toçikon ʙarqaror şud. Ba holi taʙ daruni şaʙ Sadoji raʼdi daʼvati Lenin faro rasid Zi ʙarqi ʙajraqaş sijohiji sitam parid Saodati çovidon dar in zamin Zi partija ʙa mo rasid, ʙa partija sad ofarin Mardu ozoda moro cunin ū ʙiparvarid. Şiori mo dihad sado: Baroʙarī, ʙarodarī mijoni xalqi mo. Zi xonadoni mo kase nameşavad çudo, Jagonagiro ʙa xud sipar kunem Ba sūji fathi Kommunizm safar kunem, safar kunem, Zinda ʙod mulki mo, xalqi mo, Ittihodi mo. | [t͡ʃʰuː d̪æ̞st̪ʰɪ ruːs mæ̞d̪æ̞d̪ næ̞muːd̪ ǀ] [bæ̞ɾɔ̝ːd̪æ̞ɾɪjɪ χæ̞lqʰɪ sɔ̝ːve̞t̪ʰ ʊst̪ʰʊvɔ̝ːɾ ʃʊd̪ ǀ] [sɪt̪ʰɔ̝ːɾæ̞jɪ hæ̞jɔ̝ːt̪ʰɪ mɔ̝ː ʃæ̞ɾɔ̝ːɾæ̞bɔ̝ːɾ ʃʊd̪ ǁ] [gʊzæ̞ʃt̪ʰæ̞hɔ̝ːjɪ pʰʊɾɪft̪ʰɪχɔ̝ːɾɪ mɔ̝ː] [bæ̞ d͡ʒɪlvæ̞ ɔ̝ːmæ̞d̪æ̞nd̪uː d̪æ̞ɹ d̪ɪjɔ̝ːɾɪ mɔ̝ː ǀ d̪ɪjɔ̝ːɾɪ mɔ̝ː] [mʊst̪ʰæ̞qʰɪl dæ̞vlæ̞t̪ʰɪ t̪ʰɔ̝ːd͡ʒiːkʰɔ̝ːn bæ̞ɾqʰæ̞ɾɔ̝ːɾ ʃʊd̪ ǁ] [bæ̞ hɔ̝ːlɪ t̪ʰæ̞b d̪æ̞ɾuːnɪ ʃæ̞b] [sæ̞d̪ɔ̝ːjɪ ræ̞ʔd̪ɪ d̪æ̞ʔvæ̞t̪ʰɪ le̞niːn fæ̞ɾɔ̝ː ræ̞siːd̪] [zɪ bæ̞ɾqʰɪ bæ̞jɾæ̞qʰæ̞ʃ sɪjɔ̝ːhɪjɪ sɪt̪ʰæ̞m pʰæ̞ɾiːd̪] [sæ̞ʔɔ̝ːd̪æ̞t̪ʰɪ d͡ʒɔ̝ːvɪd̪ɔ̝ːn d̪æ̞ɾ iːn zæ̞miːn] [zɪ pʰæ̞ɹt̪ʰɪjæ̞ bæ̞ mɔ̝ː ræ̞siːd̪ ǀ bæ̞ pʰæ̞ɹt̪ʰɪjæ̞ sæ̞d̪ ɔ̝ːfæ̞ɾiːn] [mæ̞ɹd̪ʊ ɔ̝ːzɔ̝ːd̪æ̞ mɔ̝ːɾɔ̝ː t͡ʃʰʊniːn ɵː bɪpʰæ̞ɾvæ̞ɾiːd̪ ǁ] [ʃɪʔɔ̝ːɾɪ mɔ̝ː d̪ɪhæ̞d̪ sæ̞d̪ɔ̝ː ǀ] [bæ̞ɾɔ̝ːbæ̞ɾíː ǀ bæ̞ɾɔ̝ːd̪æ̞ɾíː mɪjɔ̝ːnɪ χæ̞lqʰɪ mɔ̝ː ǁ] [zɪ χɔ̝ːnæ̞d̪ɔ̝ːnɪ mɔ̝ː kʰæ̞se̞ː næ̞me̞ːʃæ̞væ̞d̪ d͡ʒʊd̪ɔ̝ː ǀ] [jæ̞gɔ̝ːnæ̞giːɾɔ̝ː bæ̞ χuːd̪ sɪpʰæ̞ɾ kʰʊne̞ːm] [bæ̞ sɵːjɪ fæ̞t̪ʰhɪ kʰɔ̝ːmːuːniːzm sæ̞fæ̞ɾ kʰʊne̞ːm ǀ sæ̞fæ̞ɾ kʰʊne̞ːm ǀ] [zɪnd̪æ̞ bɔ̝ːd̪ mʊlkʰɪ mɔ̝ː ǀ χæ̞lqʰɪ mɔ̝ː ǀ ɪt̪ːʰɪhɔ̝ːd̪ɪ mɔ̝ː ‖] |

### Traducción al español
Cuando la mano de Rusia nos apoyó
Se creó el gremio del pueblo soviético
La estrella de nuestra vida fue iluminada
Oh, nuestro pasado lleno de refulgencia
Llegó a la visión de nuestra patria, nuestra patria
Se formó un estado independiente del pueblo tayiko
Fiebre durante la noche
El fuerte rugido de la invocación de Lenin sonó
Del resplandor de su bandera, la opresión se desvaneció
La felicidad eterna que yace sobre esta tierra
Nos fue dado del partido de cien creaciones, cien creaciones
Como un padre que luchó por nosotros y nos crio de nuevo
Nuestro lema se levantará:
Igualdad, fraternidad entre nuestro pueblo.
De nuestra familia nadie se separará
Crearemos un escudo de unidad
Hacia la victoria comunista viajaremos, viajaremos.
Larga vida a nuestra tierra, nuestra gente, nuestra unión.